# Eva Wiessing
Eva Wiessing (Amsterdam, .7 maart 1964) is een Nederlands journalist. In 1990 begon Wiessing op de buitenlandredactie bij de NOS. In 2001 werd zij verslaggever economie, en in augustus 2025 politiek verslaggever bij deze omroep.
Wiessing studeerde Spaans en persgeschiedenis aan de Universiteit van Amsterdam. Ze schreef samen met Conny Keessen Worstelen aan de rand van Europa: Verhalen achter de Griekse crisis, een boek over onder meer de sociale gevolgen van de Griekse staatsschuldencrisis, dat in 2016 uitkwam.